# جوزيبي بيسانو
جوزيبي بيسانو (بالألمانية: Giuseppe Pisano)‏ هو لاعب كرة قدم ألماني في مركز الهجوم، ولد في 26 أبريل 1988 في دوسلدورف في ألمانيا. لعب مع شالكه 04 ب ونادي ساربروكن.

## وصلات خارجية
- جوزيبي بيسانو على موقع قاعدة بيانات كرة القدم.إي يو (الإنجليزية)
- جوزيبي بيسانو على موقع بيانات كرة القدم. دي إي (الألمانية)
- جوزيبي بيسانو على موقع Soccerway.com (الإنجليزية)
- جوزيبي بيسانو على موقع عالم كرة القدم.نت (الإنجليزية)